# Rua General Vasco Alves

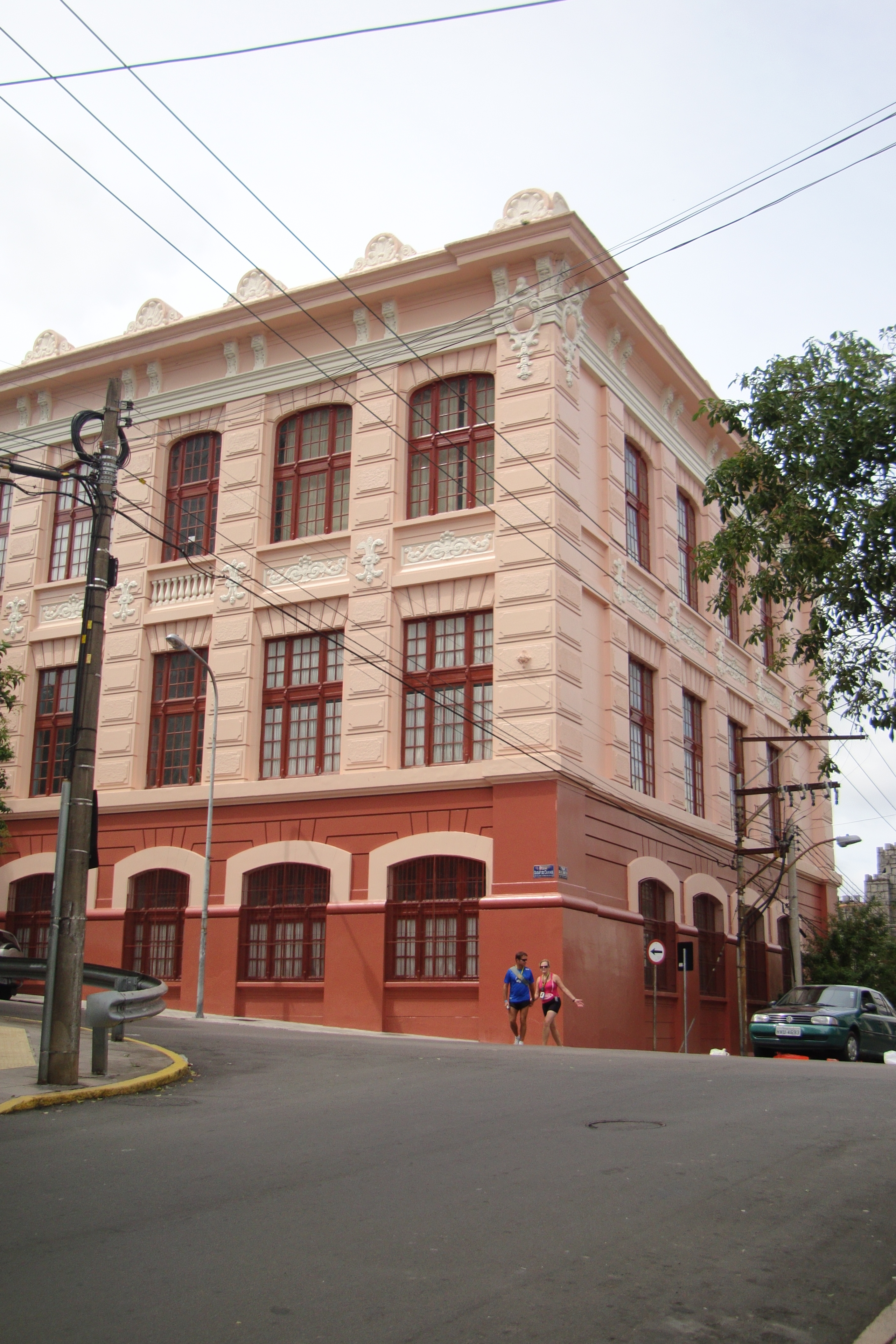
Escola Técnica Ernesto Dornelles

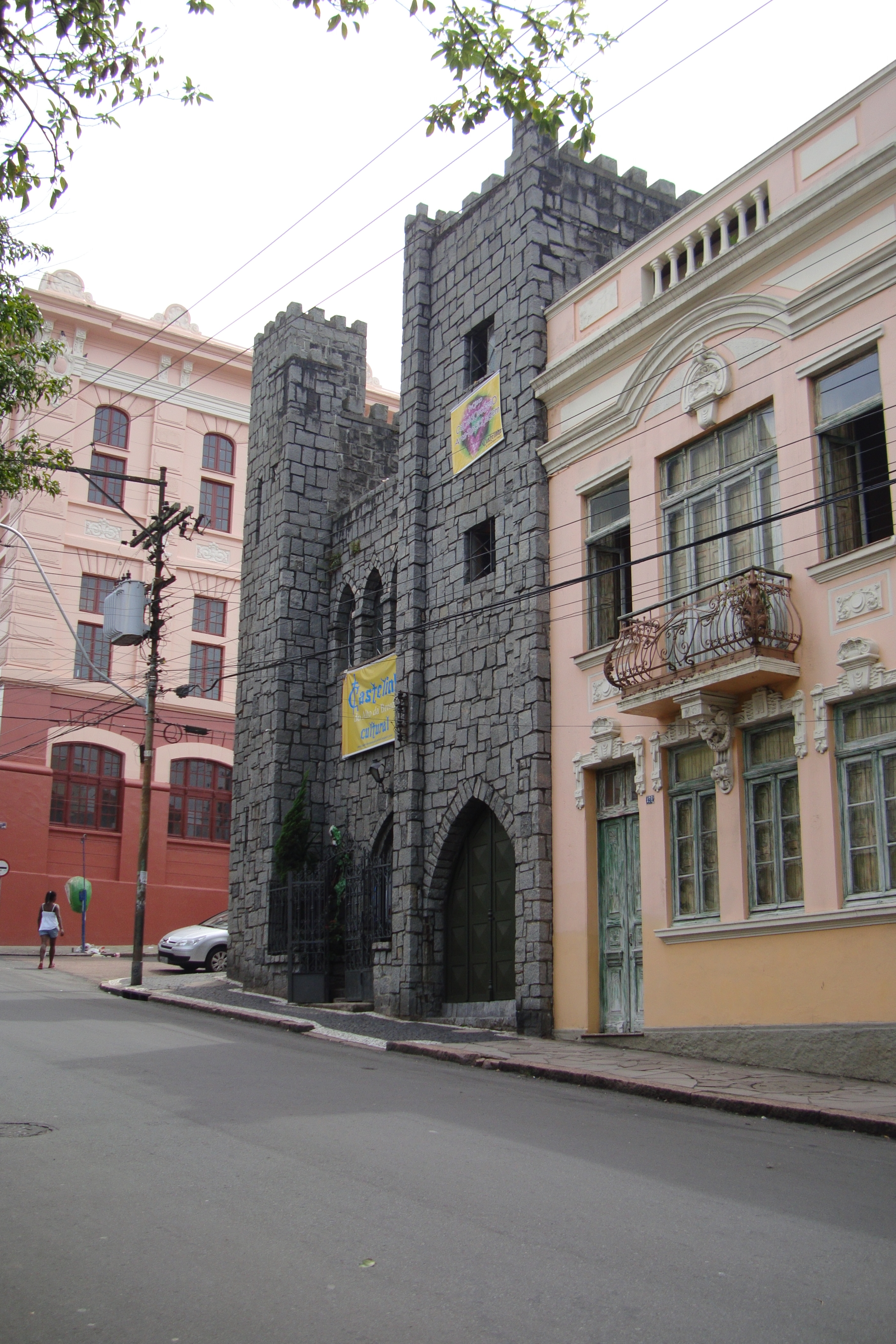
Castelinho do Alto da Bronze

A Rua General Vasco Alves é uma via pública situada no centro histórico da cidade de Porto Alegre, capital do estado brasileiro do Rio Grande do Sul. Tem início na Rua dos Andradas e termina na Avenida Loureiro da Silva.

## Histórico
No início, a rua era conhecida pelos nomes de Beco dos Guaranis, Rua Principal e Rua Principal do Arsenal pois, por volta de 1773, soldados guaranis da cavalaria miliciana se instalaram na esquina da Rua Riachuelo para proteger a Casa da Pólvora ali instalada.
Em 1829, passou a ser chamada de Rua da Guarda Principal, devido à presença da legião de artilharia de São Paulo, e este nome foi oficializado, provavelmente, quando as ruas receberam emplacamento, em 1843. Em 1870, a Câmara Municipal alterou seu nome para Rua General Vasco Alves, em homenagem ao herói das Campanhas Platinas (Guerra contra Artigas, Guerra contra Oribe e Rosas e Guerra contra Aguirre), o general Vasco Alves Pereira.
Na esquina da Rua Vasco Alves com a Rua Duque de Caxias localiza-se a tradicional Escola Técnica Ernesto Dornelles, anteriormente ocupada pelo prédio do Colégio Fernando Gomes. Na esquina com a Rua Fernando Machado existe uma estranha construção que a população apelidou de Castelinho do Alto da Bronze, e onde funcionou, na década de 1960, a casa de dança Ivanhoé.

### Referência bibliográfica
Franco, Sérgio da Costa. Guia Histórico de Porto Alegre. Porto Alegre: Editora da Universidade (UFRGS)/Prefeitura Municipal, 1988